# サミュエル・マオズ
サミュエル・マオズ（שמואל מעוז, 1962年 - ）は、イスラエルの映画監督。マオズが監督および脚本をつとめた2009年のデビュー作『レバノン』は、第66回ヴェネツィア国際映画祭で最高賞の金獅子賞を受賞した。長編2作品目となる『運命は踊る』は、第74回ヴェネツィア国際映画祭で審査員大賞を受賞した。

## 経歴
1962年、イスラエルのテルアビブに生まれる。20歳の時にレバノン戦争でレバノンに侵攻したイスラエル国防軍戦車の砲撃手として従軍。戦後はベイトツヴィ演劇学校でカメラマンとして学んだのち、映画やテレビ番組制作の演出を手がけたほか、ドキュメンタリー映画の制作プロダクションで製作補や監督をつとめる。
2007年から自身初めての長編映画制作にかかり、自らの従軍体験に基づいた映画『レバノン』を完成させる。『レバノン』は、2009年に開催された第66回ヴェネツィア国際映画祭のコンペティション部門に出品されて、最高賞の金獅子賞を受賞した。
2017年に第2作『運命は踊る』が公開された。

## フィルモグラフィ
- レバノン לבנון (2009) 監督・脚本
- 運命は踊る פוֹקְסטְרוֹט (2017) 監督・脚本